# 塞雷拉龙德
塞雷拉龙德（法語：Céré-la-Ronde，法語發音：[seʁe la ʁɔ̃d] ⓘ）是法国安德尔-卢瓦尔省的一个市镇，位于该省东部，属于图尔区。

## 地理
塞雷拉龙德（47°15'38"N, 1°11'24"E）面积49.2 平方千米，位于法国中央-卢瓦尔河谷大区安德尔-卢瓦尔省，该省份为法国中西部省份，北起萨尔特省、东北接卢瓦-谢尔省，东南接安德尔省，南至维埃纳省，西临曼恩-卢瓦尔省。
与塞雷拉龙德接壤的市镇（或旧市镇、城区）包括：昂热、谢尔河畔法沃罗勒、埃佩涅莱布瓦、热尼耶、谢尔河畔马勒伊、勒列日、普耶、奥尔比尼、谢尔河畔圣乔治、圣于连德谢东。

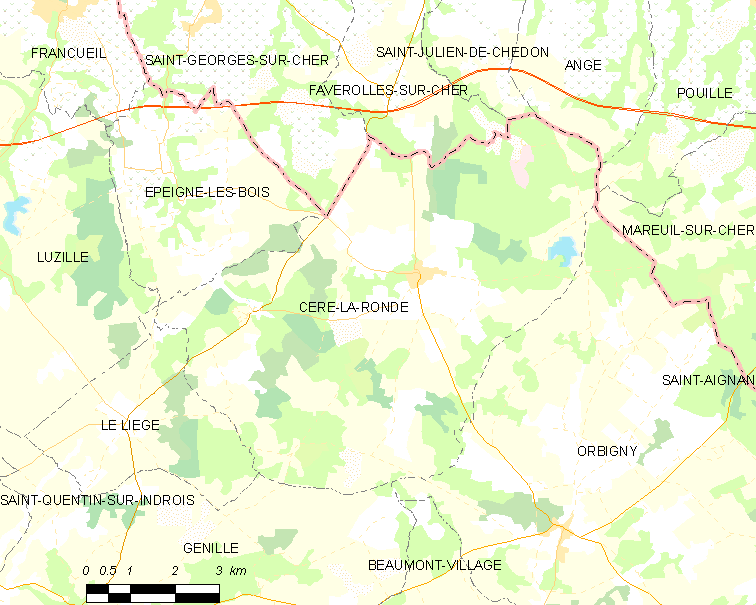
塞雷拉龙德的OSM定位图

塞雷拉龙德的时区为UTC+01:00、UTC+02:00（夏令时）。

## 行政
塞雷拉龙德的邮政编码为37460，INSEE市镇编码为37046。

## 政治
塞雷拉龙德所属的省级选区为布莱雷县。

## 人口

1962-2008年间塞雷拉龙德人口变化图示

塞雷拉龙德于2022年1月1日时的人口数量为424人。